# Cauldron (groupe)
Pour les articles homonymes, voir Cauldron.
Cauldron est un groupe canadien  de heavy metal, originaire de Toronto, en Ontario. Cauldron est composé de Jason Decay au chant et à la guitare basse, Ian Chains à la guitare et Myles Deck à la batterie.

## Histoire
Le groupe est formé en 2006 à Toronto, en Ontario, à la suite de la séparation de Goat Horn, le guitariste Brandon Wars ayant quitté le groupe pour former un nouveau groupe, Zuku. Moins d'un an après sa formation, le groupe sort son premier EP, Into the Cauldron, chez New Iron Age/Iron Kodex Records (Allemagne), qui est accueilli positivement par la presse métal, ce qui amène le groupe à faire une tournée à travers le Canada. En 2008, le groupe signe avec Earache Records et commence à enregistrer son premier album. À cette époque, le batteur d'origine, Al Artillery, quitte le groupe pour rejoindre Toxic Holocaust de Relapse Records, et le poste est brièvement occupé par Steelrider, le batteur d'origine de Goat Horn. Il est remplacé par le batteur de Kïll Cheerleadër/Zuku/Crystal Castles, Chris Rites. Le premier album du groupe, Chained to the Nite, sort en avril 2009 et le groupe fait une tournée au Royaume-Uni avec Wolf pour promouvoir l'album. La chanson Restless de Cauldron est utilisée dans une vidéo de DC Shoes du skateboarder professionnel Danny Way.
Après la sortie de Chained to the Nite, le batteur Steelrider quitte le groupe et est remplacé par Chris Stephenson du groupe canadien Aggressor. Le groupe passe la majeure partie de l'année 2010 à faire des concerts et des tournées, puis commence à travailler sur un deuxième album, Burning Fortune, qui sort le 14 février 2011. En décembre 2011, le batteur du groupe, Chris Stephenson, quitte le groupe et l'ancien, Chris Rites, revient temporairement pour l'enregistrement de Tomorrow's Lost, le troisième album studio du groupe, sort le 8 octobre 2012 chez Earache Records. Entretemps, en juillet 2012, Cauldron annonce que Myles Deck comme nouveau batteur.
En janvier 2016, le groupe sort son quatrième album, In Ruin. L'album est élu « sortie du mois » par les lecteurs de loudwire.com.

## Discographie

### Albums studio
- 2009 : Chained to the Nite (Earache Records)
- 2011 : Burning Fortune (Earache Records)
- 2012 : Tomorrow’s Lost (Earache Records)[6]
- 2016 : In Ruin (High Roller Records)
- 2018 : New Gods (Dissonance Records)

### Autres
- 2007 : Into the Cauldron (EP)
- 2010 : Nightmare over the UK (split-Single avec Enforcer, Earache Records)
- 2014 : Moonlight Desires (EP)
- 2014 : Live over Lee’s (Live-VHS)